# Украинская православная церковь в США
Укра́инская правосла́вная це́рковь в США (укр. Українська православна церква у США, англ. Ukrainian Orthodox Church of the USA) — самоуправляемая православная церковь в составе Константинопольского патриархата.
Украинская православная церковь в США имеет 115 приходов, 2 монастыря, 5 миссий. Украинская православная церковь в Великобритании находится в ведении епископа Иоанна (Деревянки). Церковь имеет свои приходы в Австралии и Новой Зеландии, где их возглавляет священник Николай Сердюк.
Украинская православная церковь в США получает от Константинопольского патриархата миро, он же утверждает избранных епископов.

## История
В 1919 году под воздействием событий на Украине, в результате усиления националистических настроений несколько групп эмигрантов с Украины организовали автономную Украинскую православную церковь. В 1924 году руководить ими прибыл епископ УАПЦ Иоанн Теодорович. Однако его юрисдикция, хотя и была крупнейшей из украинских юрисдикций Америк, не получила повсеместного признания в среде украинской эмиграции из-за противоканонического рукоположения основателя УАПЦ Василия Липковского. В США и Канаде ему подчинялось около 300 приходов, которые обслуживали 60 священников, 20 приходов было в Бразилии.
После начала массовой эмиграции украинцев в конце 40-х годов активизировались отношения и с епископами второго возрождения УАПЦ.
В 1948 году от данной юрисдикции отделилась Украинская православная церковь в Канаде.
27 августа 1949 году митрополит Теодорович был вторично рукоположён в сан епископа дабы устранить сомнения в законности его сана.
14 октября 1950 в Нью-Йорке состоялся «объединённый собор» Украинской православной церкви в США; было объявлено о создании единой митрополии УПЦ в США; митрополитом избран архиепископа Иоанна (Теодоровича), его заместителем — архиепископа Мстислава (Скрипника). В состав иерархии приняли новоприбывшего архиепископа Геннадия из Украинской автокефальной православной церкви. Собор принял устав и избрал руководящие органы Церкви.
В 1971 году митрополит Иоанн Теодорович скончался, его преемником стал митрополит Мстислав (Скрипник). В 1990 году он был избран в Киеве предстоятелем неканонической Украинской автокефальной православной церкви. Его кончина в 1993 году вызвала серьёзные разногласия среди православных на Украине, но украинские православные в США от участия в этих спорах воздержались.
Ставший в 1993 году во главе юрисдикции митрополит Константин (Баган) начал предпринимать меры к преодолению неканонического положения своей церкви. 12 марта 1995 года Украинская православная церковь США и рассеяния была принята в юрисдикцию Константинопольского патриархата; состоялось перерукоположение иерархов и духовенства бывшей митрополии УАПЦ в США, прошедшее без огласки. Тем временем Русская православная церковь обвиняет УПЦ в США в раскольничестве.
На момент перехода в данной юрисдикции числилось до 150 000 верующих и около 200 приходов (в основном в США, но также в Бразилии, Западной Европе и других странах).
В ноябре 1996 года состоялось объединение УПЦ в США и диаспоре и УПЦ в Америке. Епископ Всеволод (Майданский), глава Украинской православной церкви Америки, стал епископом с епархиальным центром в Чикаго (штат Иллинойс).
После смерти митрополита Константина (Багана) Центральную (Среднюю) епархию ликвидировали, её приходы отошли к Западной епархии.
В 2018 году УПЦ в США подержала устремления православных церквей Украины по созданию единой поместной автокефальной Православной церкви Украины.

## Предстоятели
- нач. 1924 — 3 мая 1971 — Иоанн (Теодорович)
- 1971 — 11 июня 1993 — Мстислав (Скрипник)
- 15 октября 1993 — 21 мая 2012 — Константин (Баган)
- с 14 ноября 2012 — Антоний (Щерба)

## Современное состояние
Консистория, руководящий орган УПЦ в США, расположена в центре украинской эмиграции — Саут-Баунд-Бруке, штат Нью-Джерси. Там же находится семинария Святой Софии.

### Восточная епархия
Сейчас Восточная епархия занимает территорию штатов Коннектикут, Делавэр, Флорида, Джорджия, Массачусетс, Мэриленд, Нью-Джерси, Нью-Йорк, Род-Айленд, Вирджиния, восток Пенсильвании (Филадельфия).
Кафедральный собор — Владимирский Собор в Нью-Йорке. Епархию возглавляет глава данной юрисдикции митрополит Антоний (Щерба) с титулом Иерапольский.

### Западная епархия
Охватывает территорию штатов США — Аризона, Калифорния, Иллинойс, Индиана, Мичиган, Миннесота, Небраска, Нью-Мексико, Огайо, Оклахома, Орегон, Вашингтон, Висконсин, часть Пенсильвании (г. Питтсбург), а также один приход в Онтарио бывшей УПЦ в Америке.
Кафедральный собор — Владимирский собор в Чикаго. Епархию возглавляет епископ Даниил (Зелинский) с титулом епископа Памфильского.